# マーナ・デーヴァ1世
マーナ・デーヴァ1世（Mana Deva I, 生没年不詳）は、ネパール、リッチャヴィ朝の君主。

## 生涯
マーナ・デーヴァ1世は東征、西征に成功し領土を拡大、41年にわたり専制君主として君臨した。
また、ヴリシャ・デーヴァ、シャンカラ・デーヴァ1世、ダルマ・デーヴァの3代にわたる父祖の碑文を建立した。